# Юраку
35°40′23″ пн. ш. 139°45′38″ сх. д. / 35.673163888889° пн. ш. 139.76054444444° сх. д.
Юра́ку або Юра́ку-чьо́ (яп. 有楽町, ゆうらくちょう) — квартал в Японії, в столиці Токіо. Розташований в південно-східній частині центру Токіо, в районі Чійода. Один з столичних осередків комерції. Входить до осердя Токіо, разом із місцевостями Ніхонбаші, Ґіндза, Оте, Маруноучі, Касуміґасекі, Наґата, Хібія. Названий на честь садиби Оди Юраку, молодшого брата Оди Нобунаґи, одного з провідних майстрів чайної церемонії початку 17 століття. В місцевості розташовані залізнична й підземна станції Юраку-тьо. До кінця 19 століття — центр чайної культури Токіо.